# Emoia reimschiisseli
Emoia reimschiisseli là một loài thằn lằn trong họ Scincidae. Loài này được Tanner mô tả khoa học đầu tiên năm 1950.